# Osteone

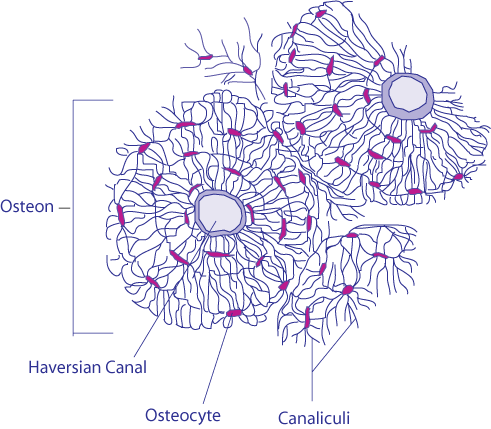
Sezione trasversale di tessuto osseo

L'osteone, o sistema Haversiano, è l'unità funzionale del tessuto osseo compatto. Ha una forma cilindrica con un diametro compreso tra  0,25 mm e 0,35 mm, e una lunghezza compresa tra alcuni millimetri e un centimetro.
Gli osteoni sono presenti nella struttura ossea di molti mammiferi, alcuni uccelli, rettili e qualche anfibio.

## Struttura
Al centro dell'osteone passa un canale detto canale centrale o canale di Havers, che contiene uno o più vasi sanguigni responsabili della vascolarizzazione della struttura, i canali centrali di osteoni diversi sono collegati mediante altri canali (canali di Volkmann o perforanti).
Gli osteoni, generalmente, si dispongono parallelamente l'uno all'altro.
Attorno ai canali centrali si dispongono le lamelle concentriche di matrice extracellulare, di diametri diversi (spesse in media 3 µm) che creano quindi la struttura cilindrica. Un osteone è composto in media da 30 lamelle. Le lamelle sono circondate da spirali di collagene le cui variazioni di verso rinforzano l'osteone.
In base a osservazioni effettuate in luce polarizzata, si riteneva che:
1. In ogni lamella le fibre di collagene, parallele tra loro, decorrono con andamento elicoidale rispetto all'osteone.
2. Ogni lamella in cui le fibre presentano un andamento destrorso è contigua ad una in cui esse decorrono con orientamento sinistrorso.
3. Nella maggior parte dei casi, l'andamento delle fibre di ogni lamella forma un angolo di 45° con l'asse principale dell'osteone.

Ricerche recenti hanno messo in luce il fatto che nell'osso lamellare, le lamelle non sono costituite da fibre parallele tra loro. Al contrario, vi è un'alternanza di lamelle dense e di lamelle lasse tutte a fibre intrecciate.